# Józef Mager
Józef Mager (ur. 18 lutego 1902 w Lasku, zm. 5 października 1955 w Lesznie) – przedwojenny działacz chrześcijańsko-narodowy, społecznik, po wojnie polityk PPS, w latach 1945–1946 burmistrz Słubic.

## Życiorys
1. Dom rodzinny
Ojciec, Jan Mager (1864–1939) był potomkiem poznańskich Bambrów i gospodarował na 15 ha ziemi w Lasku. Był aktywnym społecznie gospodarzem. Inicjował tworzenie Kółka Rolniczego, działał w Katolickim Towarzystwie Przemysłowym, przewodniczył Radzie Parafialnej przy kościele w Wirach, członek dozoru szkolnego. Podczas Powstania Wielkopolskiego był dowódcą miejscowej Straży Obywatelskiej.
Matka, Marianna z Jarzębowskich (1865–1935), wychowała ośmioro dzieci. Działała w Towarzystwie Wzajemnego Pouczania się i Opieki nad Dziećmi „Warta”, które m.in. prowadziło tajne nauczanie języka polskiego w zaborze pruskim. Obdarzona niezaprzeczalnym talentem oratorskim domagała się – m.in. na wiecach kobiet polskich zwoływanych przez „Wartę” – prawa dzieci do języka polskiego. Obydwoje byli postaciami nietuzinkowymi prezentującymi głęboko patriotyczne i obywatelskie postawy.
Dwaj starsi bracia, Stanisław Andrzej (1888–1915) i Stefan (1896–1917) polegli podczas I Wojny Światowej służąc w wojsku niemieckim. Trzeci z braci, Jan (1895–1952), był właścicielem dobrze prosperującego warsztatu mechanicznego w Kościanie i radnym miejskim, podczas okupacji niemieckiej więziony w Forcie VII w Poznaniu i we Wronkach. Siostry, Helena Kazimiera (1893–1969) i Weronika (1900–1983), po zamążpójściu mieszkały na wsi. Podczas okupacji niemieckiej ich obydwie rodziny: Błoszyków i Kaczmarków, zostały wysiedlone do Generalnej Guberni. Dwaj młodsi bracia, byli profesorami jęz. obcych w szkołach średnich: Czesław (1905–1945) w Krotoszynie, a Edward (1907–1975) w Grodzisku Wlkp. (a po wojnie w Turku).
2. Działalność przed 1939 r.
Józef Mager był wśród pierwszych 21 absolwentów pierwszego rocznika 1921 Państwowego Seminarium Nauczycielskiego w Koźminie Wlkp. i podjął pracę w szkole w Toniszewie w pow. wągrowieckim. Wkrótce został przeniesiony do Łopienna na posadę kierownika szkoły powszechnej. Tamże zaangażował się w działalność w Chrześcijańsko-Narodowym Stronnictwie Rolniczym (Ch-N.S.R.) jako okręgowy sekretarz generalny. W 1924 pojął za żonę Pelagię Duszyńską (1902–1974), córkę gospodarza z pobliskiego Dobiejewa.
Na skutek podjętych przezeń działań dyscyplinujących młodzież szkolną, skonfliktował się z miejscową ludnością i w rezultacie został przeniesiony do szkoły w Jankówku k. Gniezna. Działał w Stowarzyszeniu Chrześcijańsko-Narodowym Nauczycieli Szkół Powszechnych, był prezesem Koła w Gnieźnie. Był prezesem powiatowym Związku Młodzieży Ludowej, zorganizował Ochotniczą Straż Pożarną w gminie Jankowo Dolne, działał w Związku Strzeleckim i Związku Rezerwistów. Kandydował z listy Katolickiej Unii Ziem Zachodnich w wyborach do Sejmu RP w 1928 roku. Prowadzone przezeń Kroniki szkolne są nie tylko wiernym odbiciem życia szkoły, lecz także opisem środowiska wiejskiego i zdarzeń towarzyszących budowaniu Niepodległej Polski, na dodatek ich autor nie wahał się przed wyrażaniem własnych opinii i komentarzy. Na rok przed wybuchem II Wojny Światowej został przeniesiony do szkoły powszechnej III stopnia w Miłosławiu w pow. wrzesińskim.
3. Działalność po roku 1939
Podczas okupacji niemieckiej Józef Mager pracował w przejętym przez Niemców majątku w Gutowie k. Wrześni. W lutym 1941 r. został aresztowany przez Gestapo pod zarzutem „patriotycznego uświadamiania młodzieży i pracy konspiracyjnej, a następnie zarzucono mu zdradę stanu i antyniemiecką działalność przed wojną”. W poznańskim więzieniu Fort VII przebywał do lipca 1941 r., skąd został zwolniony za wstawiennictwem niemieckiego zarządcy majątku w Gutowie. Zgłosił się wraz z rodziną na roboty przymusowe do Niemiec, gdzie pracował w fabryce chemicznej koncernu IG Farben w Premnitz (powiat Havelland w Brandenburgii).
Po zakończeniu II wojny światowej 19 maja 1945 przybył do Słubic. Był jednym z pionierów słubickiej oświaty obok Józefa Rozłuskiego, Stanisławy Bojarowej i Eugenii Degórskiej. Organizował i kierował (do 1948 r.) szkołą podstawową w Słubicach.
Członek PPS, współorganizator jej struktur na terenie Słubic i obwodu rypińskiego (rzepińskiego) z siedzibą w Słubicach. Podczas kadencji Józefa Magera jako przewodniczącego MRN w Słubicach doszło do przekazania na rzecz parafii katolickiej poniemieckiego domu Bractwa Kurkowego (jest to kościół pod wezwaniem NMP Królowej Polski). Od kwietnia 1946 r. przewodniczył Radzie Parafialnej, w której skład wchodzili Edward Bąk, Stefan Chmielewski, Józef Karasek i Piotr Marganiec.
Podczas oczyszczania partii z „elementu ideowo obcego” Józef Mager został we wrześniu 1947 r. odwołany ze stanowiska przewodniczącego Powiatowego Komitetu PPS, a po roku wykluczony z partii. Utracił też pracę w szkole i na utrzymanie rodziny zaczął zarabiać jako magazynier w Gminnej Spółdzielni Budownictwa Miejskiego w Słubicach.
Jednocześnie był zmuszony walczyć o swe dobre imię, gdyż w kwietniu 1947 roku oskarżony został przed prokuratorem o maltretowanie, jako starszy celi, współwięźniów w czasie pobytu w Forcie VII w Poznaniu. Podczas rozprawy przed Sądem Okręgowym w Poznaniu stawiło się 28 września 1948 r. piętnastu świadków obrony, którzy „zeznali, że Mager zachowywał się zupełnie poprawnie w stosunku do współwięźniów, a nawet, o ile to było w jego mocy, z narażeniem własnego życia był ich obrońcą. Organizował on w swojej celi potajemne pogadanki patriotyczne i religijne, a ponadto przy pomocy przebywających w tej celi księży, również krótkie nabożeństwa. Mager jako nauczyciel, co wyraźnie podkreślali świadkowie, dbał o podniesienie opinii więźnia – Polaka i swoim postępowaniem przyczynił się do podtrzymania powagi zawodu nauczycielskiego.” Rezultatem procesu, podczas którego bronił się samodzielnie, było uniewinnienie Józefa Magera, lecz mimo to wraz z rodziną (pięcioro dzieci) zmuszony był opuścić Słubice i wyjechał do Wielkopolski.
We wrześniu 1951 roku Józef Mager objął stanowisko kierownika siedmioklasowej szkoły podstawowej w Gościejewicach w powiecie rawickim. Do szkoły uczęszczało średnio ponad osiemdziesięcioro dzieci, a uczyło ich - obok kierownika - dwoje nauczycieli: pani Jadwiga Pietrowska i pan Adolf Kolibabka. Józef Mager był wychowawcą klas VI i VII, uczył w wymiarze 32 godz. tygodniowo. Działał w ścisłej współpracy z Komitetem Rodzicielskim w rozwiązywaniu problemów wychowawczych, jakie stwarzała zwłaszcza młodzież ze starszych klas. W szkole powstała drużyna harcerska, szkolne Koło Odbudowy Warszawy, Szkolna Kasa Oszczędności. Efektem pracy dzieci szkolnych na rzecz miejscowego PGR oraz akcji zbiórki złomu były środki na wyposażenie w sprzęt i pomoce naukowe.
Działalność społeczna Józefa Magera wykraczała poza teren szkoły. Był zastępcą komendanta Ochotniczej Straży Pożarnej w Gościejewicach, a w gminie Bojanowo reprezentował środowisko nauczycielskie na posiedzeniach Gminnej Rady Narodowej i brał udział w kampanii wyborczej do Sejmu w 1952 r. Wiosną 1955 r. wobec gwałtownego pogorszenia stanu zdrowia był leczony w szpitalach w Poniecu, a potem w Lesznie, gdzie zmarł. Spoczywa na leszczyńskim cmentarzu parafialnym.

## Przypisy

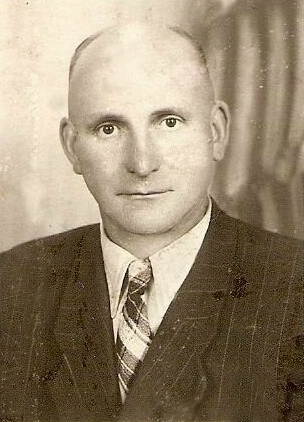